# Günter Ahrends
Günter Ahrends (* 27. Dezember 1937 in Wilhelmshaven) ist ein deutscher Anglist, Theaterwissenschaftler und emeritierter Hochschullehrer an der Ruhr-Universität Bochum.
Ahrends studierte Anglistik, Philosophie und Geschichte in Köln und Bonn und schloss sein Studium 1965 mit dem Ersten Staatsexamen und Promotion in Bonn ab.
Von 1965 bis 1975 war er Wissenschaftlicher Assistent, Akademischer Rat und Akademischer Oberrat am Englischen Seminar der Universität Bonn. 1974 wurde er dort habilitiert und erwarb die venia legendi für Anglistik unter Einschluss der Amerikanistik. 1975 erfolgte eine Berufung zum ordentlichen Professor für Englische Philologie am Englischen Seminar der Ruhr-Universität Bochum. 1987 wurde Ahrends durch die Fakultät für Philologie der Ruhr-Universität auch die venia legendi für Theaterwissenschaft verliehen.
Von 1988 bis 1992 war er Initiator der Institutsgründung sowie erster Geschäftsführender Direktor des Instituts für Theater-, Film- und Fernsehwissenschaft der Ruhruniversität.

## Veröffentlichungen (Auswahl)
- Liebe, Schönheit und Tugend als Strukturelemente in Sidneys „Astrophel and Stella“ und in Spensers „Amoretti“. Bonn 1965, (Bonn, Universität, Dissertation, 1965).
- Traumwelt und Wirklichkeit im Spätwerk Eugene O’Neills (= Anglistische Forschungen. 123). Winter, Heidelberg 1978, ISBN 3-533-02642-6.
- Die amerikanische Kurzgeschichte. Theorie und Entwicklung (= Sprache und Literatur. 107). Kohlhammer, Stuttgart u. a. 1980, ISBN 3-17-005401-5 (5., verbesserte und erweiterte Auflage. WVT Wissenschaftlicher Verlag, Trier 2008, ISBN 978-3-86821-014-9).
- als Herausgeber mit Hans Ulrich Seeber: Englische und amerikanische Naturdichtung im 20. Jahrhundert. Narr, Tübingen 1985, ISBN 3-87808-874-4.
- Andrea Breth: Theaterkunst als kreative Interpretation. Lang, Frankfurt am Main u. a. 1990, ISBN 3-631-41491-9.
- als Herausgeber mit Hans-Jürgen Diller: English Romantic Prose. Papers delivered at the Bochum Symposium, September 30 to October 1, 1988 (= Studien zur englischen Romantik. 3). Die Blaue Eule, Essen 1990, ISBN 3-89206-288-9.
- als Herausgeber mit Hans-Jürgen Diller: Unconventional Conventions in Theatre Texts (= Forum modernes Theater. Schriftenreihe. 6). Narr, Tübingen 1990, ISBN 3-8233-4026-3.
- als Herausgeber: Konstantin Stanislawski. Neue Aspekte und Perspektiven (= Forum modernes Theater. Schriftenreihe. 9). Narr, Tübingen 1992, ISBN 3-8233-4029-8.
- als Herausgeber mit Hans-Jürgen Diller: Chapters from the History of Stage Cruelty. (Third Bochum Cracow Symposium on Theatre Studies) (= Forum modernes Theater. Schriftenreihe. 17). Narr, Tübingen 1994, ISBN 3-8233-4037-9.
- als Herausgeber mit Stephan Kohl, Joachim Kornelius, Gerd Startmann: Word and Action in Drama. Studies in Honour of Hans-Jürgen Diller on the Occasion of his 60th Birthday. Wissenschaftlicher Verlag Trier, Trier 1994, ISBN 3-88476-091-2.

Allein- oder Mitherausgeberschaft:
- Forum Modernes Theater. ISSN 0930-5874, (Gründer und schriftführender Herausgeber)
- Forum Modernes Theater. Schriftenreihe. ISSN 0935-0012.
- Studien zur englischen und amerikanischen Literatur. ISSN 0721-4103.
- Theater im Revier: Kritische Dokumentation. ZDB-ID 1072120-4.
- Prospekte. Studien zum Theater. ZDB-ID 2187695-2.